# ロワイヤル・セルクル・スポルティフ・ヴィゼ
ロワイヤル・セルクル・スポルティフ・ヴィゼ (フランス語: Royal Cercle Sportif Visé)、略称RCSヴィゼは、ベルギー・リエージュ州ヴィゼを本拠地としていたサッカークラブである。

## 歴史
1924年に、前身となるCercle Sportif Visétoisがヴィゼに設立された。1933年、Royal Cercle Sportif Visétoisに改称。2004年、セルクル・スポルティフ・ヴィゼ (Cercle Sportif Visé) に再び改称した。これが同クラブの正式名称であるが、クラブ自身によってしばしばロワイヤル・セルクル・スポルティフ・ヴィゼの名称が使用されている。
クラブは長年、リーグ最下層の4部リーグと地方リーグを行き来していたが、1996-97シーズンに3部リーグに昇格した後、1997-98シーズン後に2部リーグに昇格した。その後3部リーグと2部リーグを行き来しつつ、2010-11シーズンから再び2部リーグに所属している。2011年、同クラブはインドネシアの投資グループ、Bakrieに買収された。

## 獲得タイトル

### 国内タイトル
なし

### 国際タイトル
なし

## 近年の成績
- 2005-06 ベルギー・サードディビジョンB 5位
- 2006-07 ベルギー・サードディビジョンB 9位
- 2007-08 ベルギー・サードディビジョンB 5位
- 2008-09 ベルギー・サードディビジョンB 2位
- 2009-10 ベルギー・サードディビジョンB 1位 昇格
- 2010-11 ベルギー・セカンドディビジョン 5位
- 2011-12 ベルギー・セカンドディビジョン 9位
- 2012-13 ベルギー・セカンドディビジョン 15位
- 2013-14 ベルギー・セカンドディビジョン 18位 降格
- 2014-15 ベルギー・サードディビジョンB 16位 解散

## 歴代監督
ロリス・ドミニッシーニ 2011-2012

## 歴代所属選手
- ギヨーム・ジレ 2004-05
- 豊嶋邑作 2011-12